# Kurpark Bad Kreuznach (Naturschutzgebiet)
Das Naturschutzgebiet Kurpark Bad Kreuznach liegt in Bad Kreuznach im rheinland-pfälzischen Landkreis Bad Kreuznach. Es ist rund 4,3 Hektar groß und umfasst einen wenige hundert Meter langen Abschnitt der Nahe und einen bewaldeten Ufer- und Landstreifen auf der linken Flussseite. Der angrenzende Kurpark Bad Kreuznach, nach dem das Gebiet benannt ist, gehört nicht zum Naturschutzgebiet.
Durch die Schutzgebietsausweisung soll der Lebensraum seltener und bedrohter Pflanzen und Pflanzengesellschaften sowie Tierarten, speziell der Würfelnatter erhalten werden.
Diese ungiftige wärmeliebende Wassernatterart kommt nur an sehr wenigen Orten in Deutschland vor. Die Population an der Nahe zwischen Bad Sobernheim und Bad Kreuznach stellt den größten deutschen Bestand dar (Stand 2009).
Das Elisabethenwehr in der Nahe bildet die südliche Grenze des Naturschutzgebiets. 2009 wurde das alte Wehr – unter Berücksichtigung der besonders dort etablierten Würfelnatterpopulation – zu einer naturnahen Sohlgleite umgestaltet.